# Friedrichsberg (Rheinisches Schiefergebirge)
Der Friedrichsberg ist eine 276 Meter hohe Erhebung in Nordrhein-Westfalen im westlichen Stadtgebiet von Wuppertal und ist gleichzeitig Namensgeber des Wohnquartiers Friedrichsberg.

## Topografie
Der Friedrichsberg liegt zwischen den Wuppertaler Stadtteilen Elberfeld und Cronenberg im Stadtbezirk Elberfeld.
Er liegt östlich des 282 Meter hohen Kiesberges und wird von diesem durch das Tal des Baches Ossenbeck getrennt. Im Osten liegt das Tal des Baches Hatzenbeck und trennt ihn von dem Osterberg, auf dem die Uni-Halle liegt. Im Norden schließt sich die Elberfelder Südstadt mit dem Ortsteil Arrenberg an. Die Erhebung ist zum großen Teil bewaldet.

## Heutige Nutzung

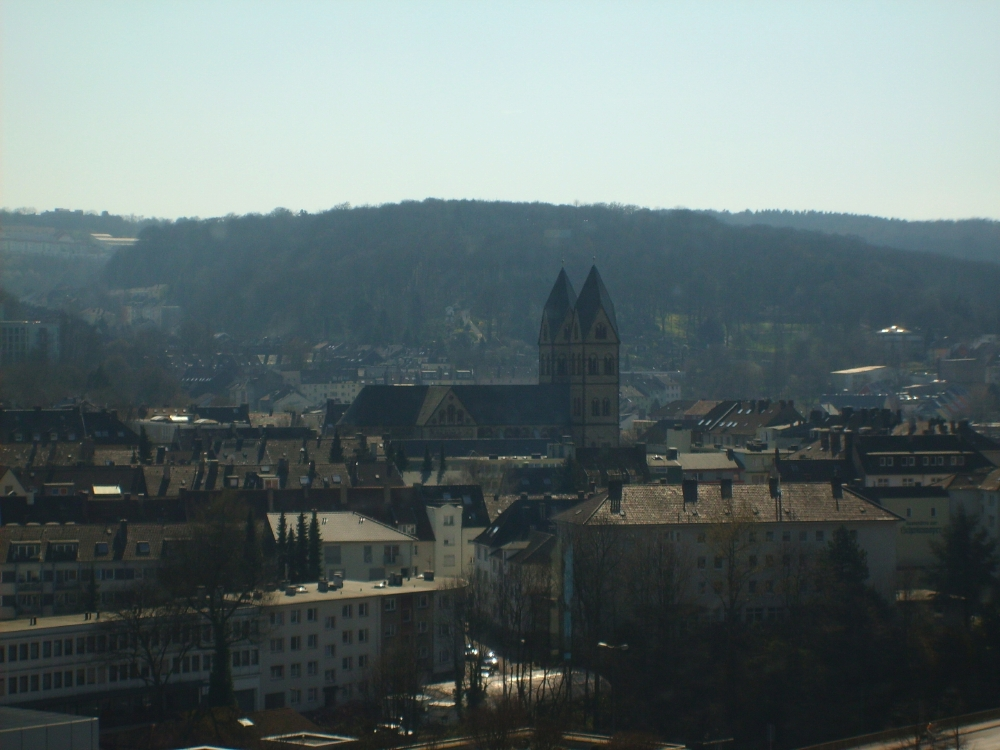
Der Friedrichsberg vom Hochhaus der Sparkasse gesehen

Auf den Flanken des Friedrichsberges liegen mehrere Kleingartenanlagen und unter dem Gipfel der Erhebung ein Sportplatz.